# Municipalité de Chiautla (Puebla)
Chiautla de Tapia est l'une des 217 municipalités qui constituent l'État de Puebla, il est situé au sud-ouest de l'État. Avec une superficie de 804,30 km2,  c'est le municipio le plus grand de l'État; il appartient à la région économique de Izúcar de Matamoros et de la Mixteca Baja Poblana.

## Géographie
La municipalité de Chiautla a une superficie de 804,30 km2, ce qui la place comme la plus grande municipalité de l'État de Puebla ; Elle fait partie de la région économique d' Izúcar de Matamoros et de la Mixteca Baja Poblana.
Le territoire de la commune est discontinu, il possède une petite enclave à l'ouest de son territoire principal. Ses coordonnées géographiques extrêmes sont 18° 06' - 18° 28' de latitude nord et 98° 23' - 98° 49' de longitude ouest et son altitude varie de 800 à 2 000 m.
Il est limité au nord par la commune de Chietla , au nord-est par la commune d'Izúcar de Matamoros , à l'est par la commune de Tehuitzingo et la commune d'Axutla , au sud-est par la commune de Chila de la Sal , au sud avec la commune de Xicotlán, au sud-ouest avec la commune de Cohetzala, à l'ouest avec la commune de Jolalpan et au nord-ouest avec la commune de Huehuetlán el Chico ; à l'extrême nord-ouest, elle borde l'État de Morelos, notamment avec la municipalité d'Axochiapan.
L'enclave du territoire municipal se limite au nord-ouest avec Jolalpan, au nord-est avec Huehuetlán el Chico et au sud avec Cohetzala.

## Histoire
La seigneurie préhispanique prédominante dans la région était Chiyahutla, avec Cuetzallan, Ocotlán et Tzontecomapan. Les Espagnols en prirent le contrôle fin 1520.
Chiautla a connu plusieurs encomenderos, à commencer par Diego de Ordaz en premier lieu, Alonso de Grado, décédé en 1527, de sorte que l'encomienda serait attribuée à Diego Becerra de Mendoza, à la mort duquel, en 1533, le deuxième public la réclamerait pour la Couronne. 
De commune en 1534, elle devient mairie à la fin de 1540 lors de la découverte de gisements d'argent. 
Chiautla fit partie de l'évangélisation du clergé séculier entre 1544 et 1549, avant la fondation du couvent des Augustins en 1550. Le premier livre de gouvernement de la paroisse de San Agustín Obispo mentionne qu'entre 1531 et 1557 l'ordre susmentionné  administrait les sacrements et gère la paroisse jusqu'en 1755. 
Avant la grande épidémie de 1545-1548, on estime qu'elle comptait environ 6 000 personnes. En 1554, un nouveau décompte dénombre 3 800 personnes. La population a progressivement diminué jusqu'à ce que le recensement de 1800 dénombre 2 290 indiens. 
Dans le rapport de 1571, il est mentionné que Chiautla possédait 16 ranchs sujets qui donnaient un total de 81 quartiers.

## Données démographiques
Selon les résultats du recensement de la population et du logement de 2020 réalisé par l' Institut national de statistique et de géographie , la population totale de Chiautla s'élève à 21 699 personnes ; dont 10 672 hommes et 11 027 femmes.

## Localités
La municipalité comprend sur son territoire un total de 45 localités. Les principales, compte tenu de leur population d'après le recensement de 2020, sont les suivantes :
| Localité                            | Population |
| Total Municipalité                  | 21 699     |
| Chiautla de Tapia                   | 11 776     |
| Tlancualpican                       | 4 719      |
| Pilcaya (San Juan Pilcaya)          | 1 129      |
| San Miguel Ejido (Ejido San Miguel) | 670        |
| Santa Ana Tecolapa                  | 502        |